# All'inferno e ritorno (film)
All'inferno e ritorno è un film del 1955 diretto da Jesse Hibbs, basato sull'autobiografia di Audie Murphy, il soldato più decorato degli Stati Uniti d'America, che ne fu anche interprete e cosceneggiatore.
Il film, prodotto dalla Universal Pictures, fu un notevole successo al botteghino e mantenne il record d'incassi fino al 1975, quando venne superato da Lo squalo di Steven Spielberg.
Dopo la guerra Audie Murphy intraprese la carriera di attore, soprattutto in pellicole western. Morì nel 1971 in un incidente aereo. È sepolto nel cimitero nazionale di Arlington.

## Trama
Il film racconta la storia di Audie Murphy. Dopo la morte della madre, Murphy, che all'epoca aveva solo 17 anni ed era quindi ancora minorenne, decide di intraprendere la carriera militare: viene rifiutato dal corpo dei Marines e dalla marina, ma sarà accettato dall'esercito entrando nella terza divisione di fanteria. Murphy avrà il battesimo del fuoco durante lo sbarco in Sicilia nel luglio del 1943 (uccide un paio di soldati italiani a cavallo nei pressi di Canicattì), dimostrando subito di avere coraggio e sangue freddo. Nel corso della campagna per la conquista dell'isola viene promosso a caporale e contrae la malaria. Dopo un mese di scontri la Sicilia è conquistata e nel settembre 1943 la terza divisione sbarca a Salerno, quindi raggiunge il Volturno dove subisce il fuoco dell'artiglieria tedesca, ma alla fine riesce a oltrepassare il fiume e ad arrivare a Napoli dove Murphy e i suoi compagni finalmente si godono una meritata licenza. Per gli alleati l'avanzata in Italia è diventata più difficile a causa della natura del territorio, delle condizioni atmosferiche avverse e della tenace resistenza tedesca; nel gennaio del 1944, dopo lo sbarco di Anzio, il plotone di Murphy deve occupare una fattoria e respingere i contrattacchi dei carri armati tedeschi (i Panzer VI Tiger I); la missione riesce al prezzo di molte vite e grazie all'aiuto dei cannoni delle navi che sparano sui carri nemici.
Gli scontri proseguono per vari mesi e finalmente, in giugno, Roma viene liberata, ma per Murphy, che nel frattempo è stato promosso sergente, il riposo è di breve durata. Nell'agosto 1944 la terza divisione lascia l'Italia e sbarca nella Francia meridionale e il plotone di Murphy deve conquistare una collina difesa da varie mitragliatrici tedesche; Murphy ne mette a tacere una, ma vede morire il suo migliore amico, Brandon, che era uscito allo scoperto e viene falciato da una seconda mitragliatrice. Murphy prende la prima mitragliatrice (una MG 42) e uccide tutti i tedeschi che difendevano la collina, permettendo ai suoi di avanzare.
Dopo questo fatto Murphy viene promosso tenente e nel gennaio 1945 lo ritroviamo nei pressi di Holtzwihr, non lontano dal confine tra Francia e Germania. I tedeschi, con l'appoggio di vari carri armati Tiger, attaccano le postazioni americane mettendo fuori uso un carro americano Sherman, Murphy ordina ai suoi uomini di ritirarsi e, usando un telefono da campo, dirige i tiri dell'artiglieria americana rallentando l'attacco nemico ma, quando la fanteria tedesca arriva molto vicino alla sua posizione, sale sul carro fuori uso e comincia a sparare con una mitragliatrice (una Browning M2) sui tedeschi uccidendone la maggior parte e costringendo gli altri a ritirarsi. Alla fine scende dal carro, che esplode perché era pieno di carburante e munizioni, e raggiunge i suoi compagni, che si accorgono che è rimasto ferito. La ferita gli impedirà di andare all'accademia di West Point, ma dopo la guerra riceverà la Medaglia d'Onore del Congresso (Medal of Honor), la più alta decorazione militare statunitense e diverrà il soldato più decorato degli Stati Uniti d'America.

## Critica
(Leo Pestelli su La Stampa del 14 febbraio 1956)